# Titularbistum Girba
Girba ist ein Titularbistum der römisch-katholischen Kirche.
Es geht zurück auf ein untergegangenes Bistum auf der Insel Djerba im heutigen Tunesien.
| Titularbischöfe von Girba |                                            |                                                        |                   |                   |
| Nr.                       | Name                                       | Amt                                                    | von               | bis               |
| 1                         | Victor Roelens MAfr                        | Apostolischer Vikar von Oberkongo (Belgisch Kongo)     | 30. März 1895     | 5. August 1947    |
| 2                         | Carlos Eduardo de Sabóia Bandeira Melo OFM | Prälat von Palmas (Brasilien)                          | 13. Dezember 1947 | 11. April 1958    |
| 3                         | Henryk Strakowski                          | Weihbischof in Lublin (Polen)                          | 3. Mai 1958       | 6. Mai 1965       |
| 4                         | Mariano Gaviola y Garcés                   | Philippinischer Militärbischof (Philippinen)           | 31. Mai 1967      | 13. April 1981    |
| 5                         | Jacques David                              | Weihbischof in Bordeaux (Frankreich)                   | 27. Juli 1981     | 21. Februar 1985  |
| 6                         | Paul Kim Ok-kyun                           | Weihbischof in Seoul (Korea)                           | 9. März 1985      | 1. März 2010      |
| 7                         | Víctor Emilio Masalles Pere                | Weihbischof in Santo Domingo (Dominikanische Republik) | 8. Mai 2010       | 14. Dezember 2016 |
| 8                         | James Schuerman                            | Weihbischof in Milwaukee (USA)                         | 25. Januar 2017   |                   |